# The Man Who Flew Too Much
«The Man Who Flew Too Much» (укр. «Людина, що літала надто багато») — дванадцята серія тридцять шостого сезону мультсеріалу «Сімпсони», прем'єра якої відбулась 22 грудня 2024 року у США на телеканалі «Fox».

## Сюжет
Після монтажу ігор у боулінг у «Боуларамі Барні» Гомер прокидається, вигукуючи «Сьогодні!», маючи на увазі, що «Кегльмани» (англ. «Pin Pals») потрапили на чемпіонат штату з боулінгу. Командою пишається весь Спрінґфілд. Команда (Гомер, Нед, Фаусто та Карл) відлітає на вертольоті, яким керує Барні.
Раптово, коли вертоліт наближається до гірської вершини і потрібно набрати висоту, датчик сигналить про перевантаження на борту через зайві речі, які кожен взяв у дорогу. Згодом літак розбиваються об гору. Після падіння чоловіки не можуть зв'язатися з цивілізацією або через зламаний телефон, або через відсутній зв'язок.
Тим часом у Спрінґфілді Мардж з дітьми хвилюється, що немає жодної звістки про «Кегльманів». Попри те, що всі в місті визнають чоловіків загиблими, Мардж вірить, що Гомер вижив.
«Кегльмани» починають спускатися із засніженої гори. Через обмороження чоловіки починають бачити галюцинації, Мо пропонує канібалізм як спосіб поживи. Врешті-решт, починаючи від Фаусто чоловіки непритомніють і падають на шляху.
Щоб утішитися, Мардж починає прикрашати різдвяну ялинку… в жовтні, а також готує улюблену їжу Гомера до його повернення. Запах їжі досягає гори та пробуджує Гомера. Він набирається сил і за допомогою мотузки тягне своїх друзів (окрім Фаусто) додому.
Тим часом у Спрінґфілді влаштовують похорони «Кегльманів». Однак, вони вриваються до церкви, викликаючи піднесення Сімпсонів, зокрема Мардж. Вона пишається тим, що Гомер врятував команду і довів, що всі помилялися.
У фінальній сцені до порожньої церкви приходить Фаусто, заявляючи, що він також вижив.

## Виробництво
У листопаді 2024 року давня акторка озвучування «Сімпсонів» Памела Гейден заявила, що йде у відставку від роботи в мультсеріалі. Починаючи з цієї серії персонаж Рода Фландерса озвучує Кріс Еджерлі.

## Культурні відсилання та цікаві факти
- Назва серії є відсиланням до фільма Альфреда Гічкока «Людина, що знала надто багато» 1956 року[3].
- Сюжет епізода є пародією на фільми про виживання «Живі: Чудо Анд» 1993 року та «Снігова спільнота» 2023 року. У фільмах показано, як люди, які вижили під час катастрофи авіалайнера FH-227 ВПС Уругваю, залишилися живі вдавшись до канібалізму, що пропонує Мо[3][4][5].
- Сцена на дивані із зображенням акаунта @Springfield, що публікує сцени на дивані «Сімпсонів», є відсиланням до справжньої сторінки «Out of Context Simpsons Couch Gags» (@OOCCouchGags) в мережі «X»[6].
  - «Дата народження» користувача — 14 січня 1990 року, що є датою прем'єри серії «Bart the Genius» з найпершою сценою на дивані в «Сімпсонах»[7].
  - Сцену з колесом огляду справді вже робили раніше в епізоді 29 сезона «Left Behind» оглядом, автором сюжета якого є автор сценарію цієї серії Ел Джін.
- У продавця коміксів є фігурки «Непроданих Людей Ікс», що мають образи «Кегльманів»[8].
- Серед лиходіїв у пеклі, галюцинація якого бачить Гомер, є Ернесто Че Гевара[9].
- Сцену, де Гомер звільняється від снігу, засновано на обкладинці 33 випуска коміксу «The Amazing Spider-Man»[10].
- Доля Фаусто, залишеного помирати на морозі, натхненна історією Бека Везерса, якого після трагедії на Евересті 1996 року залишили помирати, але він дивовижно вижив[11].

## Ставлення критиків і глядачів
Під час прем'єри серію переглянули 0,92 млн осіб, з рейтингом 0.3, що зробило її найпопулярнішим шоу на каналі «Fox» тієї ночі.
Джон Шварц із сайту «Bubbleblabber» оцінив серію на 7,5/10, сказавши, що серія «була досить кумедною подорожжю. Я не був у захваті від цього нового хлопця Фаусто, і поява Гленн Клоуз як запрошеної зірки була подією [типу] „кліпніть, і Ви пропустите це“, але кульмінація справді повернула шоу додому, і це сталося ще в новому різдвяному стилі».
Водночас Майк Селестіно з «Laughing Place» сказав:
|  | Це все кумедні ідеї, але більшість жартів цього тижня мені просто не припали, і я б назвав написання цієї серії загалом слабким. Прикро, тому що [епізод 7 сезона] «Team Homer» — один з моїх абсолютно улюблених записів у творчості «Сімпсонів», тому було б непогано, якби чергове продовження могло би бути ближчим за якістю до деяких інших серій цього сезона. Ну що ж. |